# Сисса (институт)
СИССА, или SISSA (от итал. Scuola Internazionale Superiore di Studi Avanzati — «Международная школа передовых исследований»), — научный институт, поддерживаемый правительством Италии, занимающийся проведением собственно научных исследований и обучением (аспирантов и лиц, уже имеющих учёную степень).
Институт основан в 1978 году, расположен в городе Триест (Италия). С момента основания до 2010 года институт находился возле национального парка Мирамаре (итал. Miramare), окружающего расположенный на берегу Адриатического моря средневековый замок Мирамаре (via Beirut 2-4, на расстоянии около 10 км от центра Триеста). В середине 2010 года институт переехал в новое здание, расположенное по адресу via Bonomea, 265.
Девиз института (написанный, в частности, на его эмблеме) представляет собой цитату из XXVI песни «Божественной комедии» Данте Алигьери:

вход на территорию

здание института (via Bonomea)

Подумайте о том, чьи вы сыны:

Вы созданы не для животной доли,

Но к доблести и к знанью рождены.
Оригинальный текст (итал.)
Considerate la vostra semenza:

fatti non foste a viver come bruti,

ma per seguir virtute e canoscenza.

## Научные исследования и преподавание
Основные направления исследований лежат в области математики и физики, а также биофизики и нейробиологии:
- Астрофизическая теория элементарных частиц[1]
- Астрофизика[2]
- Теория конденсированного состояния[3]
- Молекулярная и статистическая биофизика[4]
- Статистическая физика[5]
- Физика элементарных частиц[6]
- Когнитивная нейробиология[7]
- Нейробиология[8]
- Прикладная математика[9]
- Геометрия[10]
- Математический анализ[11]
- Математическая физика[12]

Кроме перечисленного, имеется ещё Междисциплинарная лаборатория высших исследований
(итал. Laboratorio Interdisciplinare Scienze Naturali e Umanistiche).
Каждый год в институт принимается (на конкурсной основе, после вступительного экзамена) несколько десятков аспирантов из разных стран мира. С недавнего времени в институте проводится специальная программа по математике для студентов университета Триеста  (итал. "Laurea magistrale").

## См.также
- Международный центр теоретической физики